# Mallophora dana
Mallophora dana är en tvåvingeart som beskrevs av Charles Howard Curran 1941. Mallophora dana ingår i släktet Mallophora och familjen rovflugor.
Artens utbredningsområde är Peru. Inga underarter finns listade i Catalogue of Life.